# Clara Petacciová
Clara Petacciová, také Claretta Petacciová (28. února 1912 – 28. dubna 1945), byla Římanka z vyšší třídy, která se stala milenkou italského diktátora Benita Mussoliniho, který byl o 29 let starší než ona. Její otec, Francesco Saverio Petacci, se oženil s příbuznou papeže Pia XI., Giuseppinou Persichettiovou, a byl jmenován osobním lékařem papeže.

## Počátek vztahu
Clara zbožňovala Benita Mussoliniho už v době, kdy byla ještě malé děvče, chodila na všechny jeho veřejné projevy a k Vánocům a Velikonocům mu každý rok posílala přání s básničkou. Osobně se s Mussolinim poprvé setkala až ve svých devatenácti letech, na jaře roku 1932. Tehdy se rodina Petacciů vydala autem na výlet do Ostie a cestou je náhodou předjelo auto Benita Mussoliniho. Clara Mussoliniho poznala, začala na projíždějící vůz radostně mávat a Mussolini zastavil, vystoupil z vozu a dal se s rodinou do řeči. O tři dny později si Mussolini pozval Claru do své kanceláře a ona se stala jeho milenkou. Další dva roky se stýkali téměř denně, ale milostná aférka byla z Mussoliniho vůle ukončena v roce 1934. Clara se provdala za poručíka letectva Riccarda Federica a odstěhovala se z Říma.

## Zásah rodiny
Matka Clary Petacciové, Giuseppina Petacciová, se rozhodla velkou životní šanci své dcery jen tak nezahodit a do běhu věcí aktivně vstoupila. Zakoupila vilu stojící přímo naproti vile Mussoliniho a jeho rodiny, a pak si vyžádala soukromou schůzku s Mussolinim. Výsledkem tajného soukromého rozhovoru bylo to, že se na jaře 1935 Clara znovu stala Mussoliniho milenkou. Manžel Clary byl okamžitě služebně odvelen do Tokia. Matka Clary měla na svou dceru nadále velký vliv a ovlivňovala všechna její rozhodnutí. I ostatní členové rodiny se co nejvíce snažili milostný poměr Clary s Ducem využít ve svůj prospěch. Tak vznikl charitativní projekt na pomoc Římanům trpícím bídou, na který oficiálně dohlížela Clara, ale ve skutečnosti jej finančně řídil její bratr Marcello. Matka Clary hromadila dary prosebníků o intervenci, otci se otevřela cesta k získání listu Il Messaggero a již zmiňovaný bratr Marcello (povoláním lékař) touto známostí dostal univerzitní katedru v Pise, což mu evidentně nestačilo, neboť se často uchyloval k pašování a k valutovým machinacím. V případě nadace předkládal Claře k podpisu zfalšované účetní knihy a obrovské sumy z fondu proudily přímo do rodinné kasy Petacciů. Zapletl se též do pokusu propašovat do Španělska 18 kg zlata z bankovních rezerv a jen Mussoliniho intervence zabránila tomu, aby skončil ve vězení. Rozzuřený diktátor se nakonec spokojil s tím, že bratra své milenky vypeskoval. V roce 1941 se Clara v Budapešti rozvedla s Riccardem Federicem a zanedlouho po rozvodu jí bylo diagnostikováno mimoděložní těhotenství, které ji ohrozilo na životě. Krizi překonala, ale další vyšetření prokázalo, že už nikdy nebude mít děti.

## Porážka a smrt s Ducem

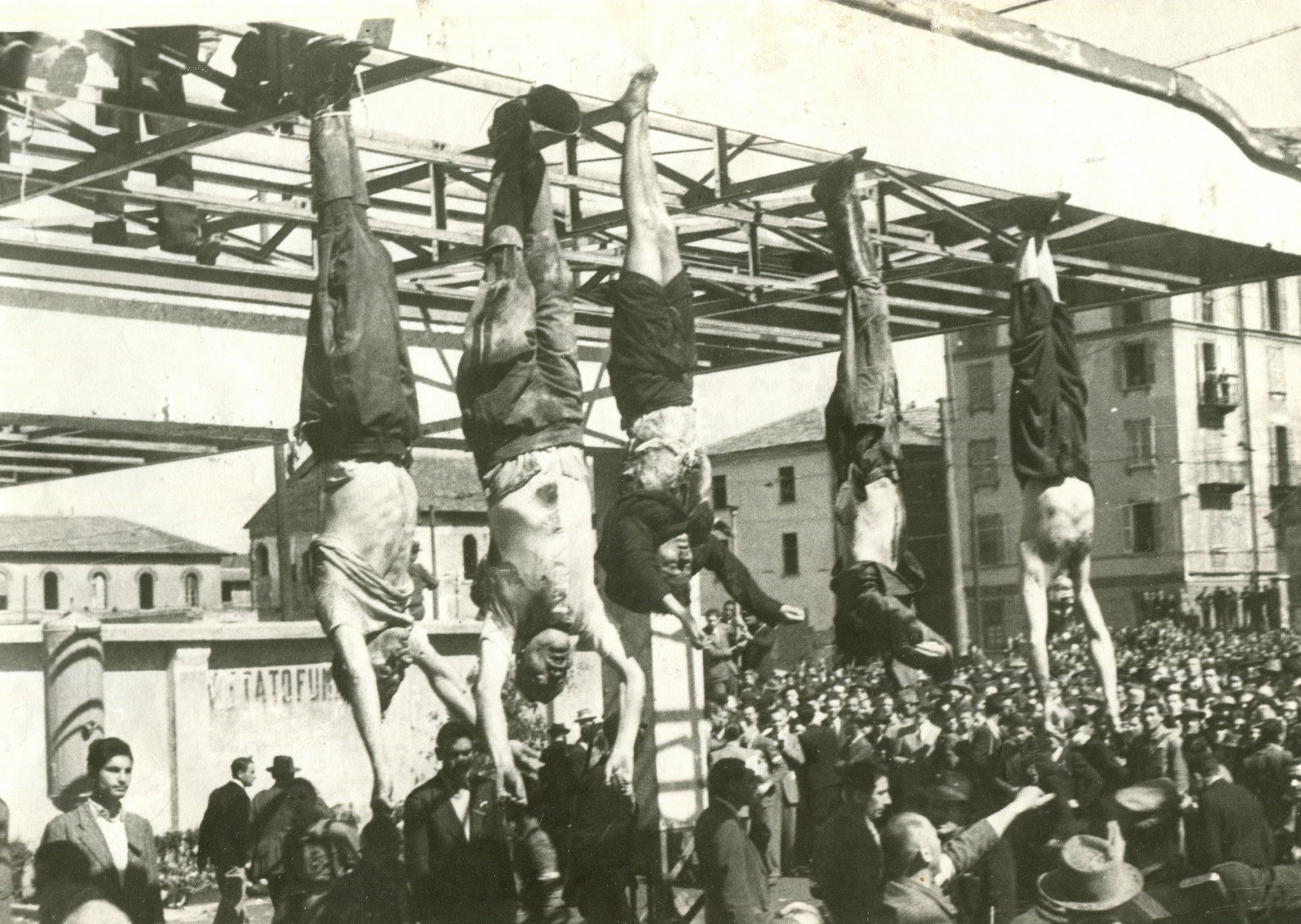
Těla vystavená na Piazzale Loreto 29. dubna 1945, zleva doprava: Nicola Bombacci, Benito Mussolini, Claretta Petacciová, Alessandro Pavolini, Achille Starace

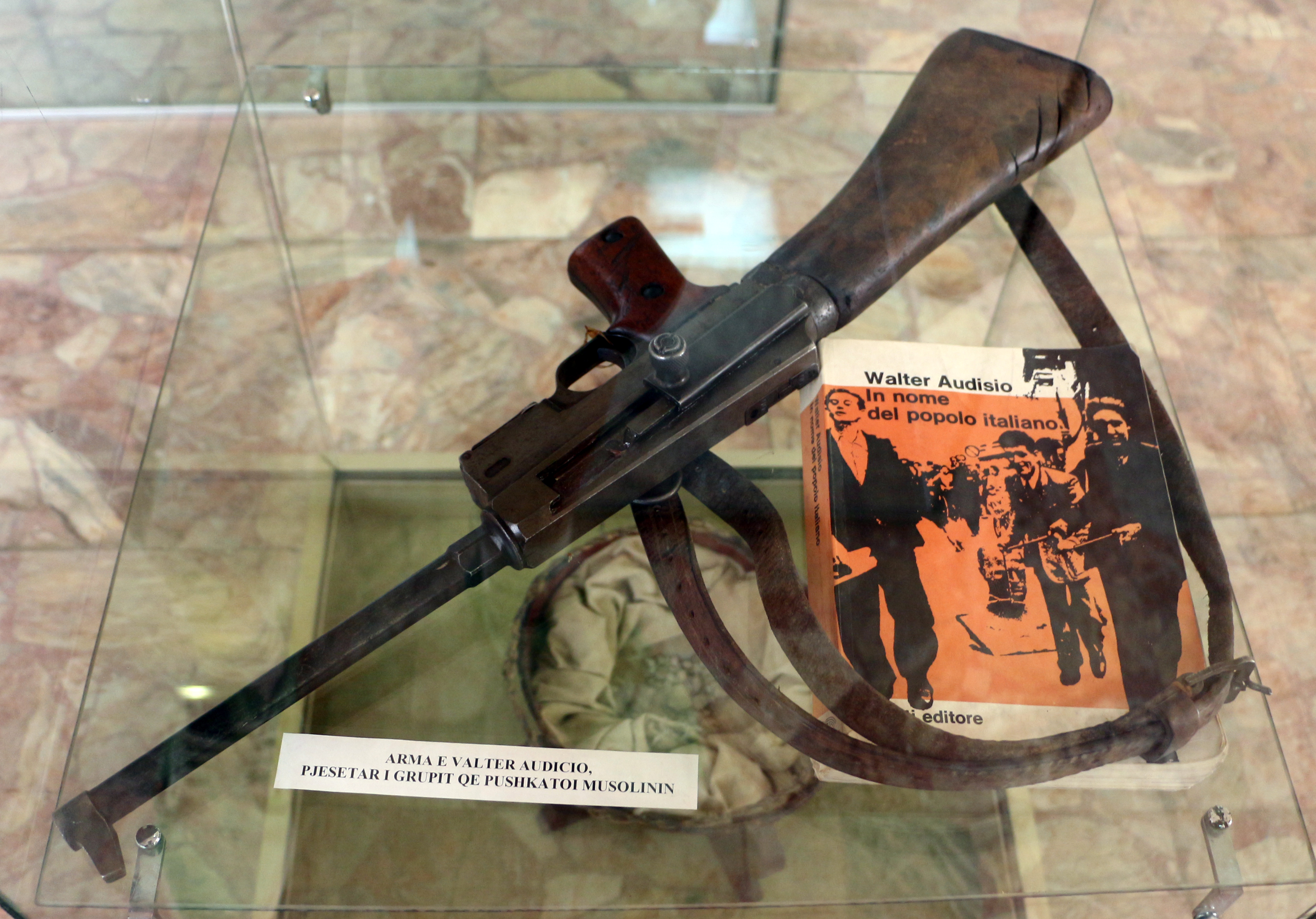
Samopal MAS-38, kterým byli zastřeleni Mussolini a Petacciová

Jak válka postupovala, připravovala se rodina Petacciových na vpád Spojenců. V luxusní rodinné vile byly budovány protiletecké kryty a shromažďovány obrovské zásoby jídla a pohonných hmot. 10. července 1943 přistáli Spojenci na Sicílii, a o den později dostal Mussolini do rukou policejní spis o finančních podvodech rodiny Petacciů. Po přečtení spisu Mussolini zuřil a Clara měla od té chvíle k jeho osobě zakázaný vstup. Spojenci zatím dál postupovali, Mussolini byl zatčen a uvězněn a zatčení hrozilo i Petacciovým. Ti byli nakonec při útěku skutečně dopadeni a uvězněni v Novaře v kraji Piemont. V září 1943 byl ale Mussolini osvobozen německými výsadkáři. Osvobozeni byli i Petacciové. Mussolini pak vyhlásil nový stát, Italskou sociální republiku a nastěhoval se do Salò u Gardského jezera, kde se zanedlouho setkal s Clarou a jejich milostný vztah pokračoval dál. Když se o přítomnosti Clary u Gardského jezera dozvěděla Mussoliniho manželka Rachele Mussoliniová, osobně se s Clarou setkala, nazvala ji cizoložnicí a donutila ji okamžitě oblast opustit. Clara se však nevzdala, odstěhovala se jen o několik kilometrů dál a nadále se s Mussolinim setkávala. Spojenci stále postupovali, a tak v dubnu 1945 opustili oblast Gardského jezera Mussolini, jeho rodina i Petacciové. Clara odmítla uprchnout ze země se svou rodinou a zůstala s Mussolinim. Milenci prchali společně do Coma a dál směrem do Švýcarska. Pak plány změnili a rozhodli se odjet do Innsbrucku. Kolonu prchajících aut však zastavili partyzáni a Mussolini byl zatčen. Clara požádala velitele partyzánů o to, aby mohla nadále zůstat po boku svého milence, což jí bylo umožněno. 28. dubna 1945 byli Mussolini i Clara Petacciová popraveni zastřelením u Bonzaniga, jejich mrtvoly převezeny do Azzony a 29. dubna 1945 visela jejich mrtvá těla hlavou dolů na nosnících rozbombardované čerpací stanice Esso na Piazzale Loreto v Miláně.
Zbraň, kterou byli zabiti Petacciová a Mussolini, samopal MAS-38 ráže 7,65 x 17 mm, se nachází v Národním historickém muzeu Albánie v Tiraně.